# Marsannay-la-Côte
Marsannay-la-Côte är en kommun i departementet Côte-d'Or i regionen Bourgogne-Franche-Comté i östra Frankrike. Kommunen ligger i kantonen Chenôve som tillhör arrondissementet Dijon. År 2022 hade Marsannay-la-Côte 5 440 invånare.

## Befolkningsutveckling
Antalet invånare i kommunen Marsannay-la-Côte
Referens:INSEE